# 拉薩爾不變集原理
拉薩爾不變集原理（LaSalle's invariance principle）也稱為不變集原理（invariance principle）、Barbashin-克拉索夫斯基-拉薩爾原理（Barbashin-Krasovskii-LaSalle principle）或克拉索夫斯基-拉薩爾原理（Krasovskii-LaSalle principle），是自治动力系统（可能是非線性系統）李雅普诺夫稳定性的判斷準則。

## 全域穩定性版本
考慮以下方程式的系統
{\displaystyle {\dot {\mathbf {x} }}=f\left(\mathbf {x} \right)}
其中{\displaystyle \mathbf {x} }為符合以下條件的變數向量
{\displaystyle f\left(\mathbf {0} \right)=\mathbf {0} .}
若可以找到{\displaystyle C^{1}} 函数 {\displaystyle V(\mathbf {x} )}，使下式成立
{\displaystyle {\dot {V}}(\mathbf {x} )\leq 0}針對所有{\displaystyle \mathbf {x} }（半負定）
則任何軌跡中聚點（accumulation point）的集合都在{\displaystyle {\mathcal {I}}}內， {\displaystyle {\mathcal {I}}}是其完整軌跡完全在{\displaystyle \{\mathbf {x} :{\dot {V}}(\mathbf {x} )=0\}}集合的聯集。
若{\displaystyle V}函數又有正定的性質，即
{\displaystyle V(\mathbf {x} )>0}，針對所有的{\displaystyle \mathbf {x} \neq \mathbf {0} }
{\displaystyle V(\mathbf {0} )=0}
而且{\displaystyle {\mathcal {I}}}除了{\displaystyle \mathbf {x} (t)=\mathbf {0} } for {\displaystyle t\geq 0}的平凡軌跡外，未包括其他軌跡，則原點為李雅普诺夫稳定性。
再者，若{\displaystyle V}是徑向無界（radially unbounded）
當{\displaystyle \Vert \mathbf {x} \Vert \to \infty }時，{\displaystyle V(\mathbf {x} )\to \infty }
原點為全域漸近穩定。

## 局部穩定性版本
若 
{\displaystyle V(\mathbf {x} )>0}，當{\displaystyle \mathbf {x} \neq \mathbf {0} }時
{\displaystyle {\dot {V}}(\mathbf {x} )\leq 0}
當{\displaystyle \mathbf {x} }在原點的鄰域{\displaystyle D}內才成立，且集合
{\displaystyle \{{\dot {V}}(\mathbf {x} )=0\}\bigcap D}
除了{\displaystyle \mathbf {x} (t)=\mathbf {0} ,t\geq 0}的軌跡外，不包括其他系統的軌跡，則依照拉薩爾不變集原理的局部穩定版本，原點有局部的漸近穩定性。

## 和李雅普诺夫稳定性的關係
If {\displaystyle {\dot {V}}(\mathbf {x} )}為負定，則原點的全域漸進穩定是李雅普诺夫第二定理的結果。若{\displaystyle {\dot {V}}(\mathbf {x} )}只是半負定，不變集原理也是判斷漸近穩定性的準則。

## 例子：有摩擦力的單擺
此段落會用不變集原理來確立簡單系統的區部漸近穩定性。此系統的微分方程如下：
{\displaystyle ml{\ddot {\theta }}=-mg\sin \theta -kl{\dot {\theta }}}
其中{\displaystyle \theta }是單擺的角度，以垂直往下的角度為0度，{\displaystyle m}是單擺的質量，{\displaystyle k}是摩擦係數，g是因重力產生的加速度。
因此可以將系統方程式表示如下
{\displaystyle {\dot {x}}_{1}=x_{2}}
{\displaystyle {\dot {x}}_{2}=-{\frac {g}{l}}\sin x_{1}-{\frac {k}{m}}x_{2}}
利用不變集原理，可以證明一定大小的球體，若初始位置在原點附近{\displaystyle x_{1}=x_{2}=0}，可以證明其所有的軌跡都會漸近收斂到原點。定義{\displaystyle V(x_{1},x_{2})}為
{\displaystyle V(x_{1},x_{2})={\frac {g}{l}}(1-\cos x_{1})+{\frac {1}{2}}x_{2}^{2}}
{\displaystyle V(x_{1},x_{2})}即為系統的能量。{\displaystyle V(x_{1},x_{2})}在原點附近，半徑{\displaystyle \pi }的開球體內為正定。計算其導數
{\displaystyle {\dot {V}}(x_{1},x_{2})={\frac {g}{l}}\sin x_{1}{\dot {x}}_{1}+x_{2}{\dot {x}}_{2}=-{\frac {k}{m}}x_{2}^{2}}
可觀察到{\displaystyle V(0)={\dot {V}}(0)=0}。若{\displaystyle {\dot {V}}<0}成立，可以依李雅普诺夫第二定理得到所有軌跡都會到達原點的結論。不過很可惜，{\displaystyle {\dot {V}}\leq 0}及{\displaystyle {\dot {V}}}只是半負定。不過，以下集合
{\displaystyle S=\{(x_{1},x_{2})|{\dot {V}}(x_{1},x_{2})=0\}}
也就是
{\displaystyle S=\{(x_{1},x_{2})|x_{2}=0\}}
除了平凡軌跡x = 0外，不包括系統內的任何軌跡。若在特定時間 {\displaystyle t}, {\displaystyle x_{2}(t)=0}，則因為{\displaystyle x_{1}}必需小於{\displaystyle \pi }，則{\displaystyle \sin x_{1}\neq 0}且{\displaystyle {\dot {x}}_{2}(t)\neq 0}。因此，軌跡不會停留在集合{\displaystyle S}內。
不變集原理的所有條件都滿足，也可以下結論說：所有在原點附近的軌距，當{\displaystyle t\rightarrow \infty }時，最後都會收斂到原點。

## 歷史
此結果是由約瑟夫·皮爾·拉薩爾（在RIAS）及尼古拉·尼古拉耶維奇·克拉索夫斯基兩人獨立發現，兩人分別在1960年及1969年發表。約瑟夫·皮爾·拉薩爾在1960年發表此論文，是西方第一位發表此定理的人，而1952年由Barbashin及尼古拉·尼古拉耶維奇·克拉索夫斯基曾提到此定理中的特例，而1959年時由克拉索夫斯基發表了一般性的定理。

## 原始論文
- LaSalle, J.P. Some extensions of Liapunov's second method, IRE Transactions on Circuit Theory, CT-7, pp. 520–527, 1960. (PDF （页面存档备份，存于）)
- Barbashin, E. A.; Nikolai N. Krasovskii.   [On the stability of motion as a whole]. Doklady Akademii Nauk SSSR. 1952, 86: 453–456 （俄语）.
- Krasovskii, N. N. Problems of the Theory of Stability of Motion, (Russian), 1959. English translation: Stanford University Press, Stanford, CA, 1963.

## 教科書
- LaSalle, J.P.; Lefschetz, S. . Academic Press. 1961.
- Haddad, W.M.; Chellaboina, VS. . Princeton University Press. 2008  [2019-04-30]. ISBN 9780691133294. （原始内容存档于2019-04-30）.
- Teschl, G. . Providence, Rhode Island: American Mathematical Society. 2012  [2019-04-30]. ISBN 978-0-8218-8328-0. （原始内容存档于2012-06-26）.
- Wiggins, S.  2. New York City: Springer Verlag. 2003. ISBN 0-387-00177-8.

## 教材
- 德克萨斯州农工大学不變集原理的講義（PDF）
- 北卡罗来纳州立大学拉薩爾不變集原理的講義（PDF （页面存档备份，存于））
- 加利福尼亞理工學院拉薩爾不變集原理的講義（PDF （页面存档备份，存于））
- 麻省理工学院拉薩爾穩定性分析及不變集原理的開放講程講義（PDF （页面存档备份，存于））
- 普渡大學穩定性理論及拉薩爾不變集原理的講義（PDF[永久]）